# Axel Triebel
Axel Max Triebel (* 13. Dezember 1899 in Berlin; † 10. Februar 1976 ebenda) war ein deutscher Schauspieler. 

## Leben
Axel Triebel begann seine Schauspiellaufbahn 1916 an der Volksbühne Berlin. Später gab er zahlreiche Gastspiele im In- und Ausland (Krakau, Lodz, Paris) und trat als Leiter von Kabaretts und Gastspieldirektionen in Erscheinung. 1950 wechselte er ans Berliner Ensemble in Ostberlin. Dort spielte er unter Bertolt Brecht in Mutter Courage und ihre Kinder, Der kaukasische Kreidekreis, Herr Puntila und sein Knecht Matti und Maxim Gorkis Die Mutter.
Seit 1947 trat er mit kleinen Rollen in einer Reihe von DEFA-Filmproduktionen auf. Später sah man Triebel auch in DFF-Filmen. Der glatzköpfige Künstler galt als ein brillanter Komiker und Meister der Burleske, der jede Episodenfigur mit Leben erfüllt.

## Filmografie
- 1948: Straßenbekanntschaft
- 1948: Unser Mittwochabend
- 1948: Träum’ nicht, Annette!
- 1949: Die blauen Schwerter
- 1950: Familie Benthin
- 1951: Der Untertan
- 1953: Anna Susanna
- 1953: Die Unbesiegbaren
- 1954: Hexen
- 1954: Pole Poppenspäler
- 1955: Wer seine Frau lieb hat …
- 1955: Der Ochse von Kulm
- 1955: Das Fräulein von Scuderi
- 1956: Genesung
- 1956: Thomas Müntzer – Ein Film deutscher Geschichte
- 1956: Zar und Zimmermann
- 1957: Lissy
- 1957: Katzgraben (Theateraufzeichnung)
- 1957: Mutter Courage und ihre Kinder (Theateraufzeichnung)
- 1957: Zwei Mütter
- 1958: Die Mutter (Theateraufzeichnung)
- 1959: Senta auf Abwegen
- 1959: Kabale und Liebe
- 1959: Musterknaben
- 1959: Weimarer Pitaval: Der Fall Harry Domela (Fernsehreihe)
- 1960: Fernsehpitaval: Der Fall Haarmann (Fernsehreihe)
- 1961: Das Kleid
- 1961: Mutter Courage und ihre Kinder (Theateraufzeichnung)
- 1961: Der Fall Gleiwitz
- 1962: Auf der Sonnenseite
- 1962: Die Glatzkopfbande
- 1962: Mord ohne Sühne
- 1962: Josef und alle seine Brüder (Fernsehfilm)
- 1962/1990: Monolog für einen Taxifahrer (Fernsehfilm)
- 1963: Jetzt und in der Stunde meines Todes
- 1963: Das Stacheltier: Unglaublich
- 1964: Mir nach, Canaillen!
- 1965: König Drosselbart
- 1965: Der Reserveheld
- 1966/2009: Hände hoch oder ich schieße
- 1966: Die Tage der Commune (Theateraufzeichnung)
- 1967: Frau Venus und ihr Teufel
- 1967: Hochzeitsnacht im Regen
- 1967: Rote Bergsteiger (TV-Serie)
- 1968: Dolles Familienalbum (TV-Serie)
- 1968: Abschied
- 1969: Seine Hoheit – Genosse Prinz
- 1969: Im Himmel ist doch Jahrmarkt
- 1970: Effi Briest (Fernsehfilm)
- 1970: Im Spannungsfeld
- 1971: Husaren in Berlin
- 1971: Hut ab, wenn du küsst!
- 1972: Die gestohlene Schlacht
- 1972: Leichensache Zernik
- 1972: Euch werd ich’s zeigen
- 1972: Polizeiruf 110: Ein bißchen Alibi (TV-Reihe)
- 1973: Der Staatsanwalt hat das Wort: Unverhofftes Wiedersehen (TV-Reihe)
- 1973: Polizeiruf 110: Siegquote 180 (TV-Reihe)
- 1973: Das zweite Leben des Friedrich Wilhelm Georg Platow
- 1974: Polizeiruf 110: Das Inserat (TV-Reihe)
- 1974: Der aufhaltsame Aufstieg des Arturo Ui (Theateraufzeichnung)
- 1974: … verdammt, ich bin erwachsen
- 1975: Lotte in Weimar
- 1976: Ein altes Modell (TV)
- 1976: Beethoven – Tage aus einem Leben
- 1976: Das Licht auf dem Galgen

## Hörspiele
- 1959: Joachim Goll: Die Dienstreise (Schaffner) – Regie: Werner Grunow (Hörspiel – Rundfunk der DDR)
- 1971: Bertolt Brecht: Die Tage der Commune (Bürgermeister) – Regie: Manfred Wekwerth/Joachim Tenschert (Hörspiel – Litera)